# Дребск (Лунинецкий район)
Дребск (бел. Дрэбск) — деревня в Лунинецком районе Брестской области Беларуси. В составе Городокского сельсовета.

## География
Расположена железнодорожная станция Дребск.
Ближайшие населённые пункты Кожан-Городок, Оборки, Подморочное, Цна и др.
Пролегает дорога Н-71.

### Гидрография
Река Цна.

## Этимология
По преданию, название происходит от драбов, пеших воинов в Великом Княжестве Литовском, вероятно поселение основано во времена разделов Речи Посполитой драбами, попавшими в плен. Пленных поселили возле Цны, чтобы они занимались вырубкой и сплавом леса. Ещё и сейчас среди жителей окрестных деревень есть байки про воинственный и вызывающий нрав «дребчуков». Самоназвание жителей Дребска — «дрэбляне». В XVIII веке на картах название деревни писалось Дрепская Долина.

## История
В 1940—1954 гг. центр Дребского сельсовета.

## Население

### Численность
- 2009 год — 985 жителей

### Динамика
- 1996 год — 1259 жителей, 404 дворов
- 1999 год — 1138 жителей (перепись населения)
- 2009 год — 985 жителей (перепись населения)

## Достопримечательность
- Стоянка бронзового века.
- Памятник жертвам фашизма.

## Галерея

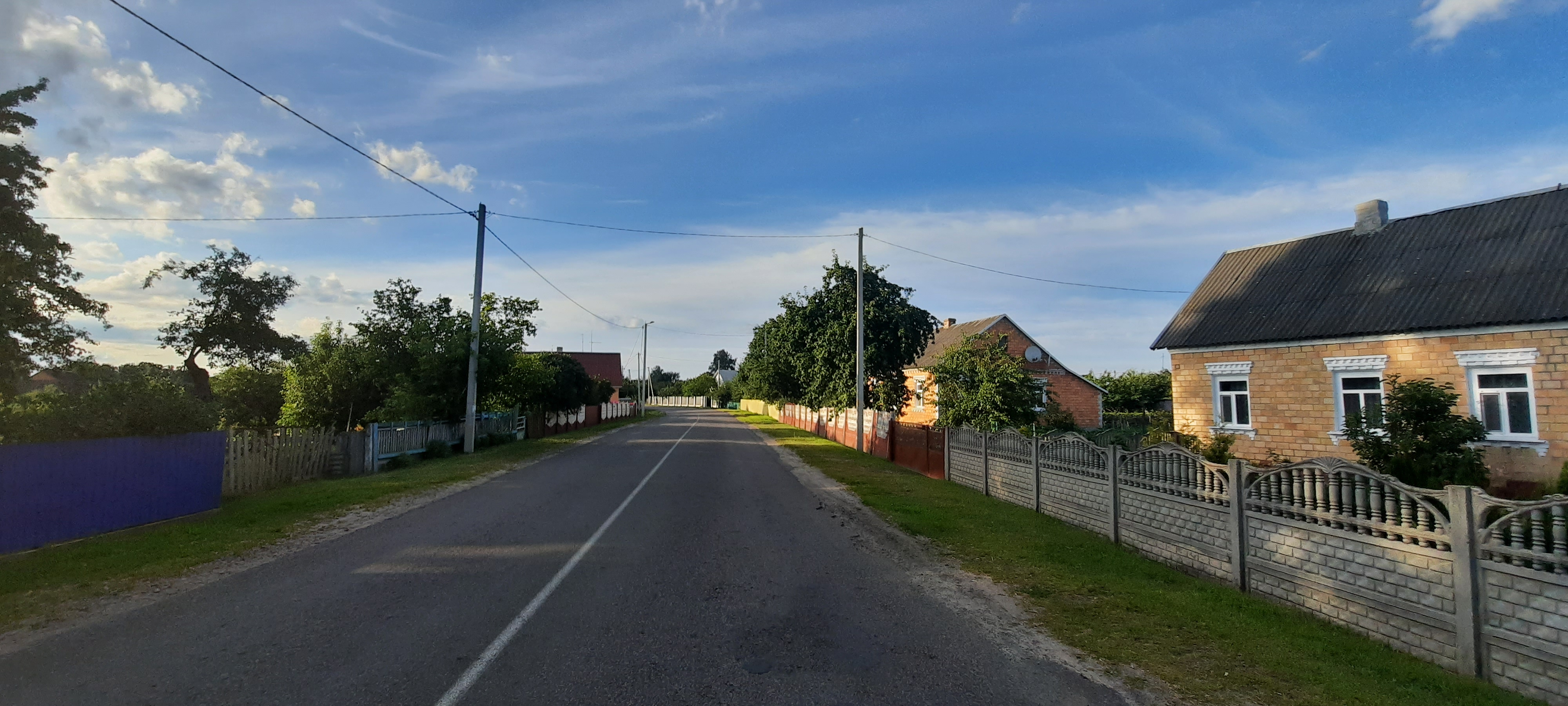
Панорама
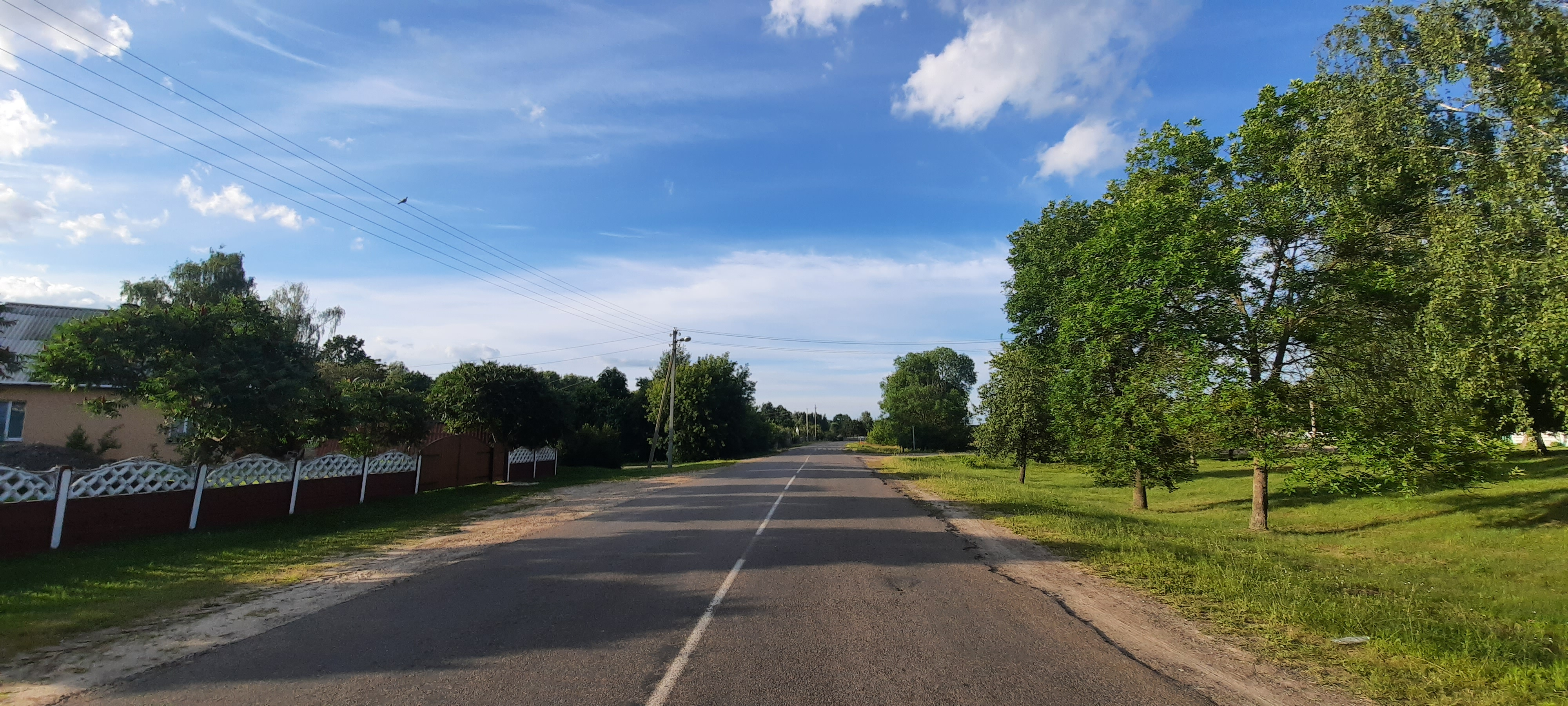
Панорама
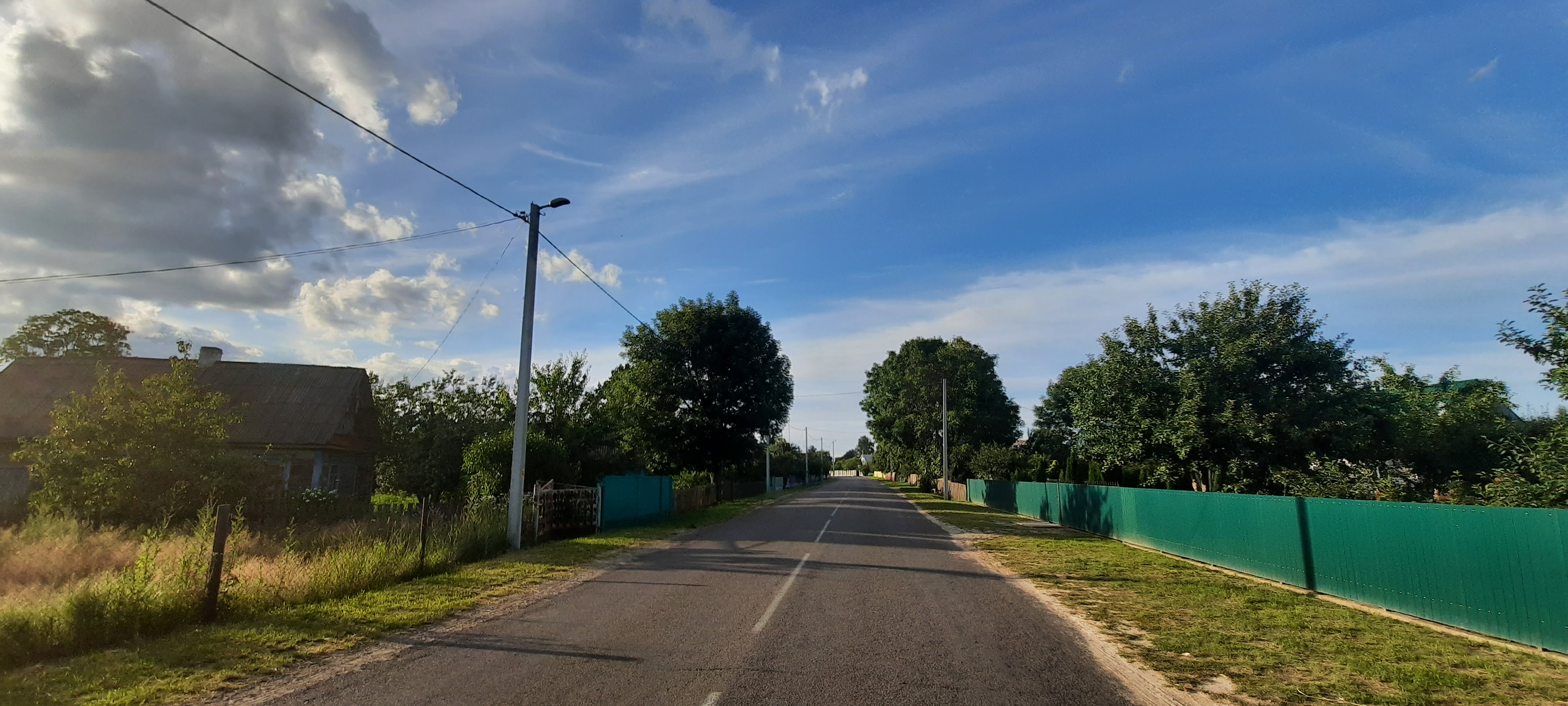
Панорама
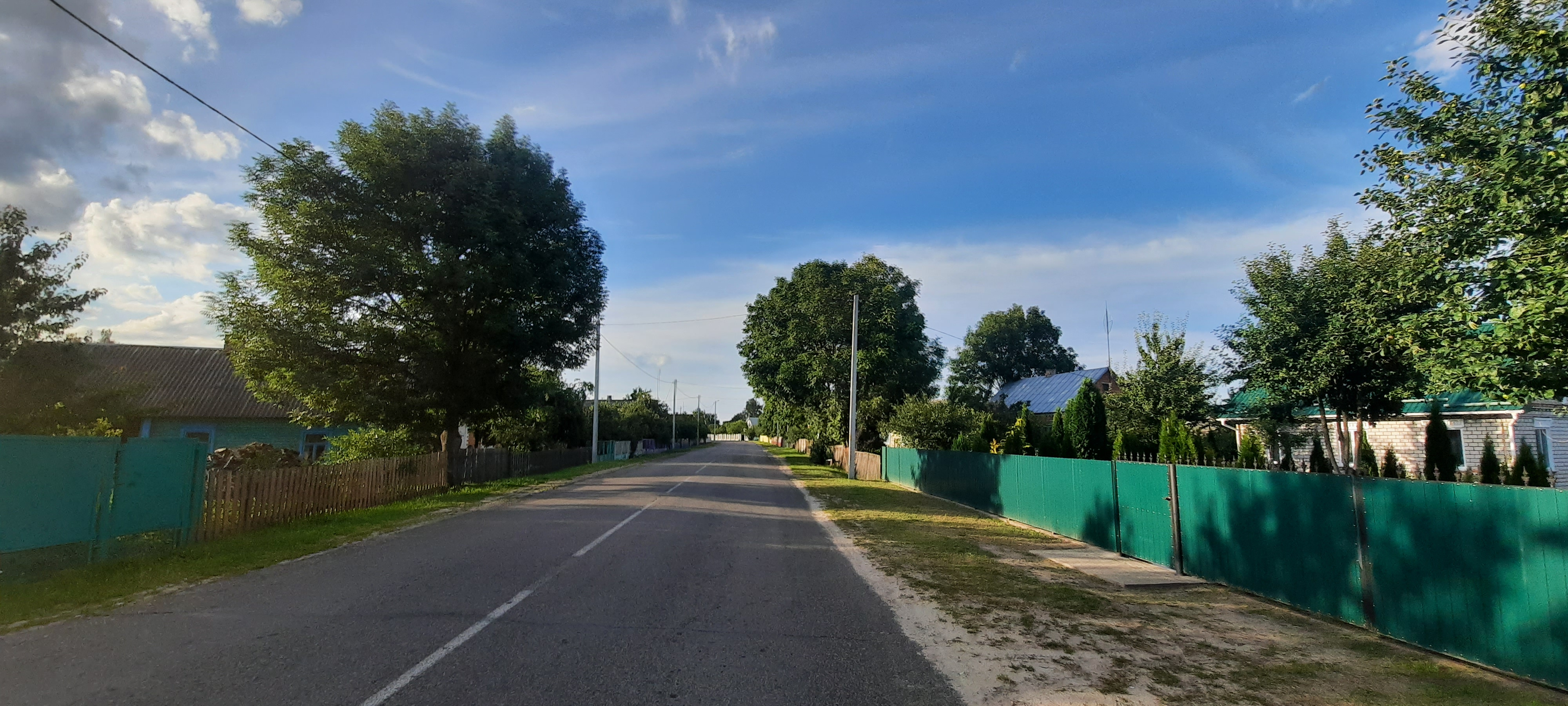
Панорама
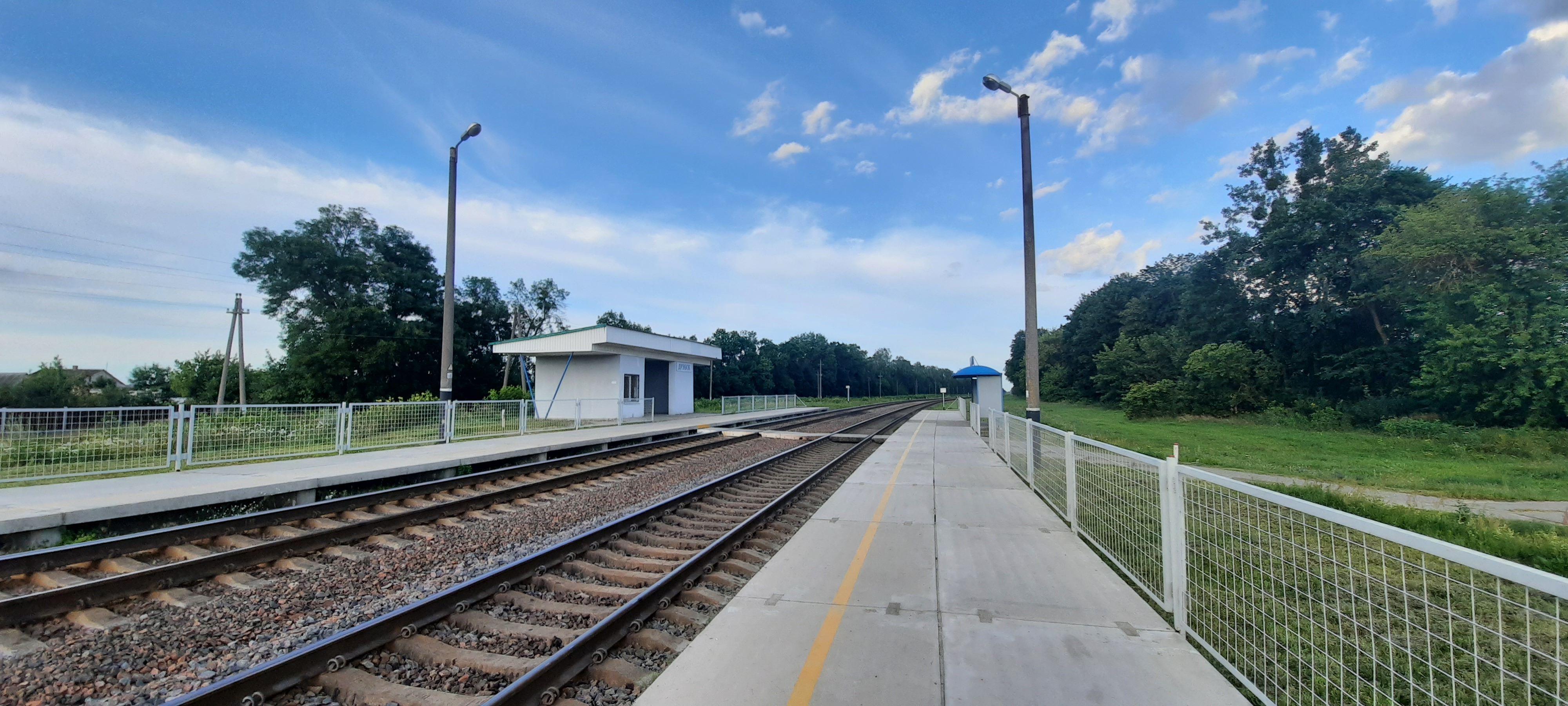
Железнодорожная станция Дребск